# Aterectomia
L'aterectomia és un mètode quirúrgic mínimament invasiu per eliminar, principalment, l'ateroesclerosi d'un gran vas sanguini. Avui en dia, s'utilitza generalment per tractar amb eficàcia la malaltia arterial perifèrica de les extremitats inferiors. També s'ha utilitzat per tractar la malaltia de l'artèria coronària, encara que de forma ineficaç.